# F.M.E. Fabritius de Tengnagel
Frederik Michael Ernst Fabritius de Tengnagel (2. januar 1781 på Vejlegård på Fyn – 27. maj 1849 i København) var en dansk kunstmaler og officer.
Han var søn af kammerherre Michael Fabritius de Tengnagel og Adolphine født Leth. Efter forældrenes ønske gik han den militære vej og tjente som officer ved de fynske lette dragoner, indtil han i 1813 tog sin afsked for ganske at hellige sig kunsten. Uagtet han var over 30 år, begyndte han at tage undervisning hos Jens Peter Møller. Han begyndte dog først at udstille i 1820. En lille udenlandsrejse til Tyskland i 1823, hvor han besøgte sin kammerat fra Møllers Malerstue, Landskabsmaleren J.C. Dahl, spores i de derefter udstillede billeder og gjorde ham det muligt, efter Akademiets regler, at blive agreeret 1827, hvorefter han 1828 blev medlem af Kunstakademiet på værket Et vinterlandskab fra Langeland. Han var uden fremragende talent, men havde sin specialitet i vinterstykker ved dagslys eller måneskin, for en del efter datidens skik "komponerede". Ved en vis farvevirkning og vistnok noget overfladisk stemning vandt de en yndest hos publikum, som hans andre arbejder ikke formåede at fremkalde. Han var 1823 blevet udnævnt til krigsråd og døde ugift 27. maj 1849.
Han er begravet på Vejlev Kirkegård.
- F.M.E. Fabritius de Tengnagel på Kunstindeks Danmark/Weilbachs Kunstnerleksikon